# Hand It Over
| Recensione | Giudizio |
| ---------- | -------- |
| AllMusic   | [ 1 ]    |

Hand It Over è il settimo album del gruppo statunitense Dinosaur Jr., pubblicato il 25 marzo 1997 dalla Rhino Records.
Kevin Shields e Bilinda Butcher dei My Bloody Valentine parteciparono come cantanti alla registrazione dell'album.

## Tracce
Testi e musiche di J Mascis.
1. I Don't Think – 3:21
2. Never Bought It – 3:42
3. Nothin's Goin' On – 3:13
4. I'm Insane – 3:53
5. Can't We Move This – 3:41
6. Alone – 8:01
7. Sure Not over You – 4:09
8. Loaded – 3:27
9. Mick – 4:39
10. I Know Yer Insane – 3:03
11. Gettin' Rough – 2:12
12. Gotta Know – 4:47

## Formazione
- J Mascis - chitarra, voce
- Mike Johnson - basso
- George Berz - batteria
- Kevin Shields - voce
- Bilinda Butcher - voce